# Santa Llúcia de Solsona
Santa Llúcia de Solsona és una capella de Solsona protegida com a Bé Cultural d'Interès Local.

## Descripció
La capella està unida al mas Trinitat i dona nom i origen a la partida i se situava a l'antic camí de Segarra a Berga. La façana nord i oest de l'edifici conserva integrades al mur de la masia les parets de la capella amb l'aparell original i el campanar de cadireta d'un sol ull. Ha estat reformada al llarg del temps. Cap a 1700 es degué emprendre la construcció de la masia.

## Història
Capella documentada des de l'any 1292, que dona nom a una de les quatre partides del terme municipal.